# Cyrtopogon pedemontanus
Cyrtopogon pedemontanus är en tvåvingeart som först beskrevs av Mario Bezzi 1927.  Cyrtopogon pedemontanus ingår i släktet Cyrtopogon och familjen rovflugor. Inga underarter finns listade i Catalogue of Life.